# 打石巷商圈
打石巷商圈是一個位於臺灣彰化縣員林市以黎明巷為中心的商圈，員林鎮三大商圈之一，也是員林地區最重要的消費商圈之一，以黎明巷為商圈主幹道，商圈延伸光明街、中正路、中山路，鄰近員林車站和其他對外客運所以交通十分便利。

## 沿革

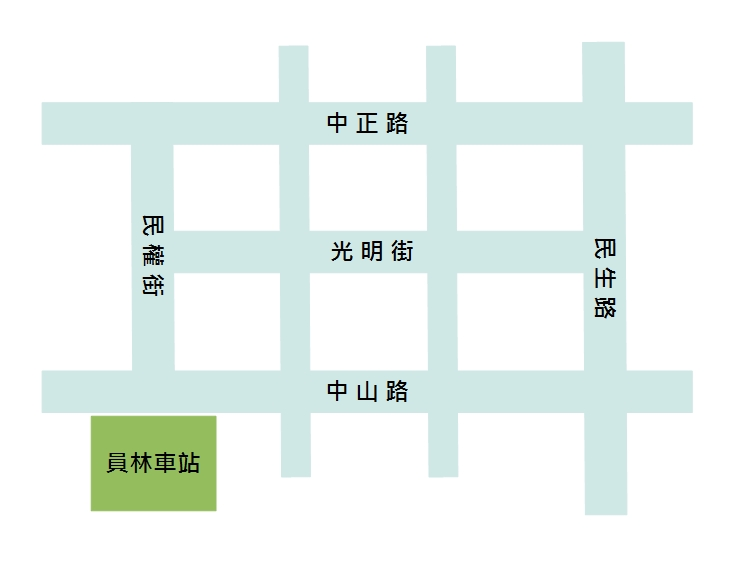
員林市中心簡圖

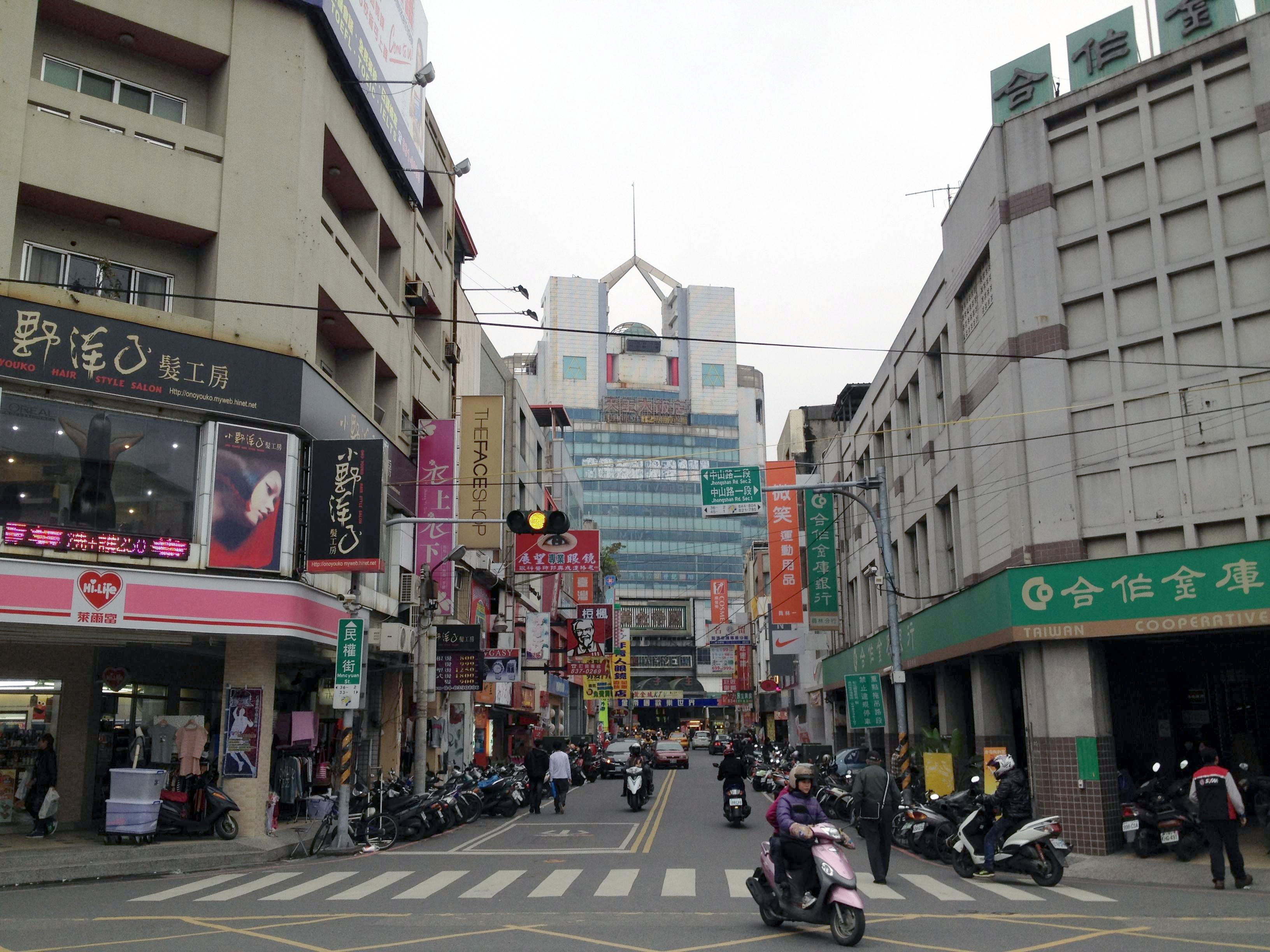
民權街口

員林市最早形成的一條街市：打石巷，戰後改為黎明巷。打石巷形成於清朝時期，巷口即為中正路上的第一市場。現打石巷已走向黃昏。以往鐵器尚未相當普遍使用，許多家用具為石製品，如石磨、石階等，「打石」因而重要。其周遭街道開發時間甚早，但較為迅速的發展則是日治時期縱貫線鐵路通車後，設置員林驛（今員林車站），奠定了員林的交通地位，也造就了鐵路、大通街（今中正路）與民生路所圍三角地區的繁榮。員林在戰後人口獲得迅速提升，更一度擁有全台第一大鎮的名號，商圈的發展也隨著人口上升而有所進步。
近幾十年來員林人口成長較緩，造成打石巷商圈有停滯的趨勢，有鑑於此，民國97年，劉兆玄內閣制定「加強地方建設擴大內需方案」，彰化縣的方案中即列入「員林鎮打石巷再造工程」，與鄰近的北門商圈和光明街商圈連成一氣，並期望配合員林市區鐵路高架化計畫的開發，使得林仔街商圈獲得更完善的發展。

### 範圍
關於打石巷商圈的範圍目前並無官方的界定，但一般認為商圈的精華區是一個北至民權街，東西至中正路與中山路，南至民生路與黎明巷周遭的區域，並向這個區域外的街道擴張發展。

## 現況

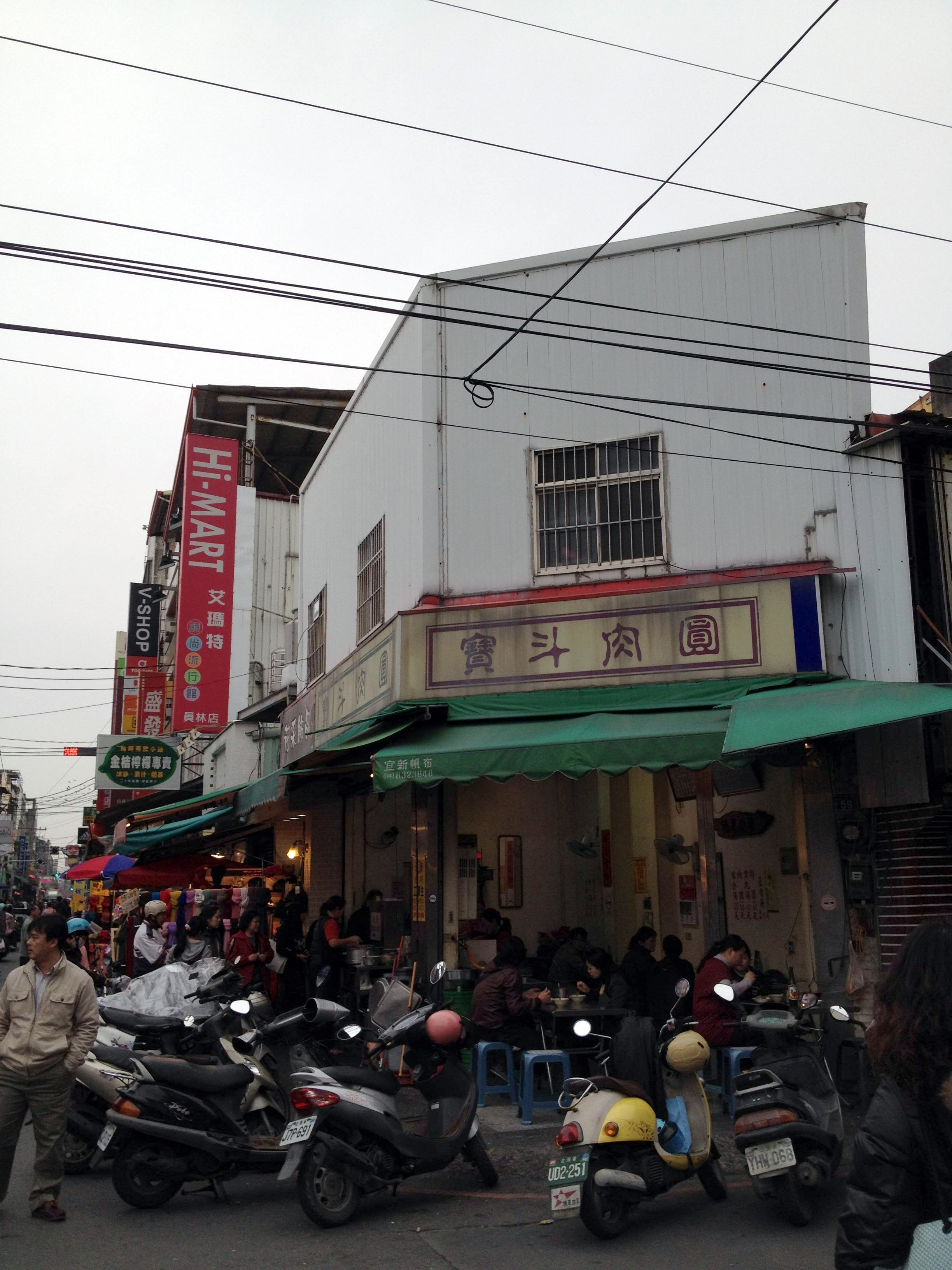
寶斗肉圓

打石巷商圈現今為南彰化的重要商圈，以服飾、餐飲以及理髮等為主要的商家，商圈鎖定員林地區的年輕客層，也是員林地區購物消費的首選。另外也有不少保有舊地名的經典老店，如竹廣市的竹廣香貢糖、員林肉圓以及寶斗肉圓，形成一種新舊交雜的特殊景色，打石巷商圈主要的商家有以下：
| | | |
| - Birkenstock - NET（佳舫） - 八寶冰 - 屈臣氏 - 肯德基 - 大大書局 - 巨匠電腦 - 員林肉圓 - 寶雅生活館 | - 第一市場 - 青心茶莊總店 - 7-Eleven - 大苑子茶飲 - 小北寵物生活館 - 大西洋冰品 - 達美樂Pizza - 日船章魚小丸子 - 仁愛眼鏡員林旗艦店 | - 麥當勞 - 義美食品 - 墊腳石書局 - YAMAHA兒童音樂教室 - 摩斯漢堡 - 必勝客Pizza Hut - 員林客運 - 地球村美日語 - 上光眼鏡 - 拿坡里Pizza - 三媽臭臭鍋總店 |

## 交通

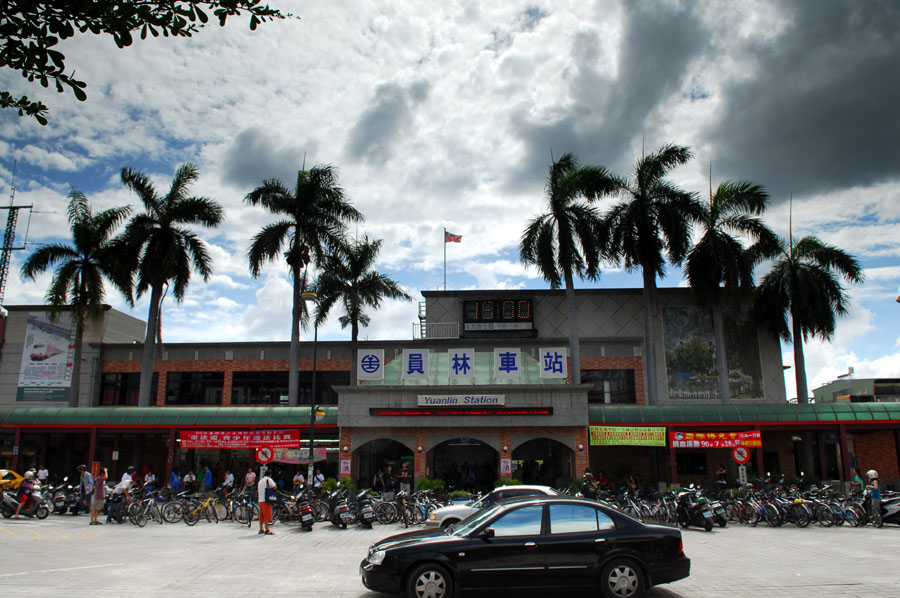
員林車站

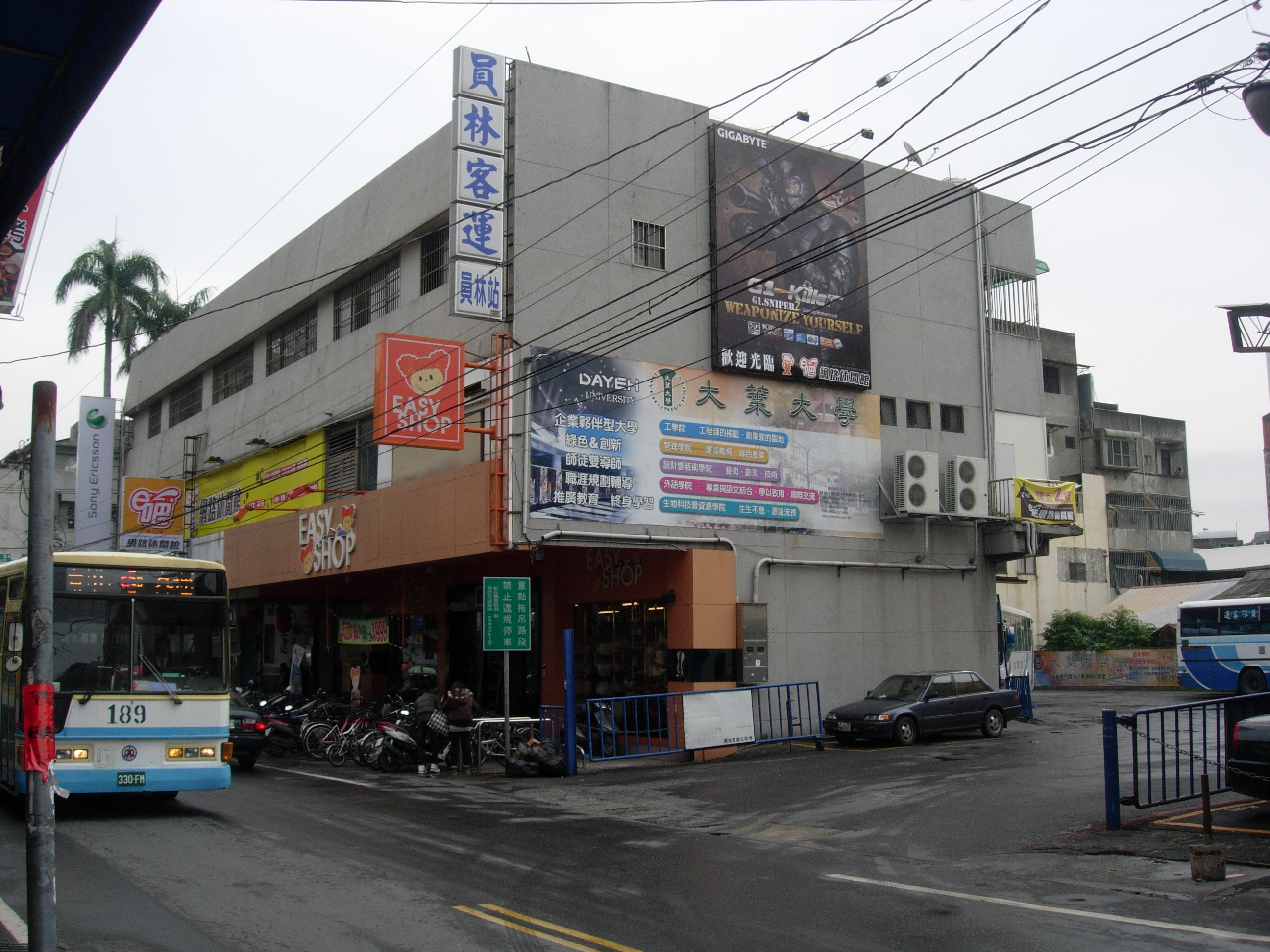
員林客運員林站

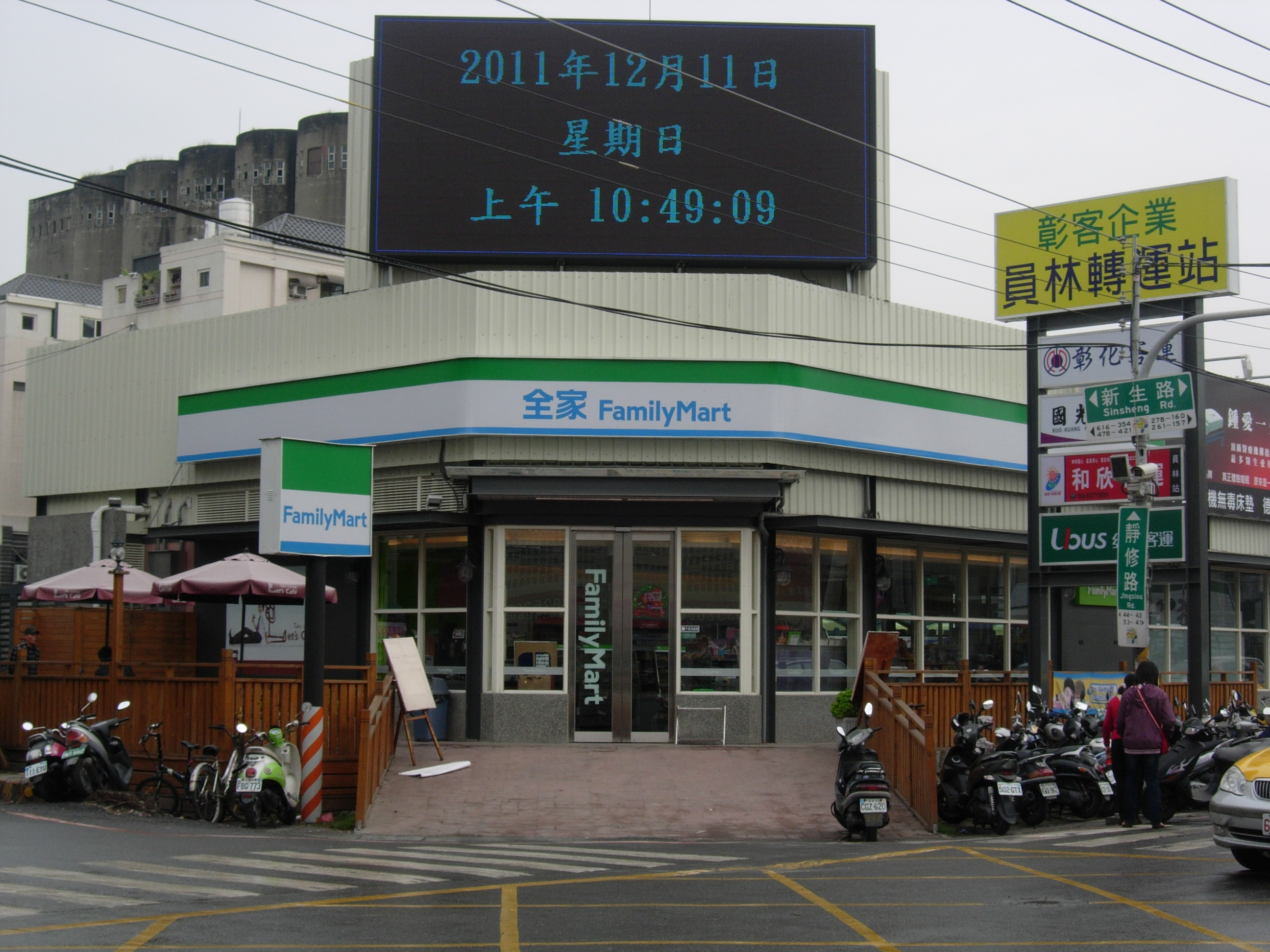
員林轉運站

### 員林車站
出站後直行經民權街即可到達光明街

### 員林客運員林站
主要由員林客運停靠，出站後沿中山路往火車站方向約五分鐘路程
| 路線號碼 | 營運區間                               | 經營業者 | 路徑                                         | 備註 |
| -------- | -------------------------------------- | -------- | -------------------------------------------- | ---- |
| 6700     | 大葉大學－員林－社頭－高鐵－田中－二水 | 員林客運 | 大葉大學、員林、社頭、高鐵、田中、二水(往返) |      |
| 6701     | 員林－社頭－田中－竹山                 | 員林客運 | 經田中、二水、濁水                           |      |
| 6702     | 員林－社頭－田中－水                   | 員林客運 | 經田中、二水、水                             |      |
| 6703     | 員林─溪湖                              | 員林客運 | 經埔心、彰化醫院                             |      |
| 6704     | 員林－大村－大崙                       | 員林客運 | 經大村、溪湖、石碑                           |      |
| 6705     | 員林－溪湖－鹿港                       | 員林客運 | 經員生醫院、埔心、溪湖                       |      |
| 6706     | 員林－永靖－海豐崙                     | 員林客運 | 經永靖、竹子腳                               |      |
| 6707     | 員林－溪州－二林                       | 員林客運 | 經北斗、溪州、明道大學                       |      |
| 6735     | 台中－二水                             | 員林客運 | 經員林、社頭、田中                           |      |
| 6881     | 員林－西螺                             | 員林客運 | 經台一線、北斗、溪州                         |      |
| 6882     | 台中－西螺                             | 員林客運 | 經彰化、員林、溪州                           |      |

### 員林轉運站
主要由統聯客運、國光客運、彰化客運停靠此站，沿靜修路經平交道右轉中山路約十分鐘路程
| 路線號碼 | 營運區間             | 經營業者 | 備註   |
| -------- | -------------------- | -------- | ------ |
| 6912     | 員林 - 花壇 - 彰化   | 彰化客運 |        |
| 6913     | 彰化 - 三家春 - 員林 | 彰化客運 |        |
| 6914     | 員林 - 東山 - 彰化   | 彰化客運 |        |
| 6915     | 員林 - 田中          | 彰化客運 |        |
| 6923     | 員林 - 社口 - 草屯   | 彰化客運 |        |
| 6924     | 南投 - 碧山 - 員林   | 彰化客運 |        |
| 6925     | 員林 - 樟普寮 - 南投 | 彰化客運 |        |
| 1616     | 台北 - 員林          | 統聯客運 |        |
| 1829     | 員林 - 台北          | 國光客運 | 經彰化 |